# Fen He
Der Fen He (chinesisch 汾河, Pinyin Fén Hé) oder Fen Shui (汾水,  Fén Shuǐ) ist neben dem Wei He der wichtigste Nebenfluss des Gelben Flusses (Huang He), der dann in den Golf von Bohai mündet. 
Der Fen He fließt durch die Provinz Shanxi und ihre Hauptstadt Taiyuan.